# Елеутерокок
Елеутерокок (Eleutherocóccus) — рід рослин родини аралієвих, включає близько 30 видів колючих кущів та дерев. Зустрічається у Східній Азії, від південно-східного Сибіру і Японії до Філіппін, з найбільшим різноманіттям на території Китаю.

## Медичне застосування
Європейське агентство з лікарських засобів (European medicine agency, EMA) у своєму дослідженні не виявило достатніх доказів ефективності елеутерококку у лікуванні будь-яких захворювань.
Кілька видів використовуються як декоративні садові чагарники.
Екстракт елеутерококу входить до складу деяких енергетичних напоїв.